# Barry Beijer (acteur)
Barry Beijer (Leiderdorp) is een Nederlands acteur die bekend is van musicals als The Lion King (musical), Mamma Mia! (musical), Saturday Night Fever (musical) en Hairspray (musical). Daarnaast speelt hij in TV reclames van onder andere Holland Casino en Amstel 66. 
Tijdens zijn studie aan de Frank Sanders Academie voor musicaltheater speelde hij in voorstellingen als Boeiend, Mystery Men, All the Way en Jij! waar hij in 2005 afstudeerde.
Beijer is homoseksueel en maakt samen met Danny Houtkooper de podcast Gewoon Homo.

## Carrière
| Productie                             | Rol                                                  | Producent                                    | Seizoen   |
| ------------------------------------- | ---------------------------------------------------- | -------------------------------------------- | --------- |
| Hairspray (musical)                   | Wilbur Turnblad                                      | De Graaf & Cornelissen Entertainment         | 2025/2026 |
| Saturday Night Fever (musical)        | DJ Monty                                             | De Graaf & Cornelissen Entertainment         | 2024/2025 |
| Mamma Mia! (musical)                  | Phil Oostman                                         | De Graaf & Cornelissen Entertainment         | 2023/2024 |
| The Prom                              | Trent Olivier                                        | De Graaf & Cornelissen Entertainment         | 2022/2023 |
| Dagboek van een herdershond (musical) | Meester Bongaerts                                    | Toneelgroep Maastricht                       | 2021/2022 |
| Rocky Horror Show                     | Eddie & Dr. Scott                                    | De Graaf & Cornelissen Entertainment         | 2020/2021 |
| The Lion King (musical)               | Zazu                                                 | Stage Entertainment                          | 2016/2019 |
| Soldaat van Oranje (musical)          | Ensemble, understudy Victor                          | New Productions                              | 2016      |
| Pinokkio (musical)                    | Vos en Kat                                           | Efteling Theaterproducties                   | 2015/2016 |
| Jersey Boys                           | Bob Crewe                                            | Joop van den Ende theaterproducties          | 2013/2014 |
| The Little Mermaid (musical)          | Slijmjurk                                            | Stage Entertainment                          | 2012/2013 |
| The Producers (musical)               | Ensemble, Tenor Stormtrooper                         | Mark Vijn Theaterproducties BV               | 2011/2012 |
| Schone schijn                         | 7 verschillende rollen                               | 3 and A Crowd                                | 2010/2011 |
| 'Allo 'Allo!                          | Herr Flick, officer Crabtree, Grüber, von Schmelling | 3 and A Crowd                                | 2009/2010 |
| Sprookjesboom                         | poppenspeler van Fakir, Ezel en Ko Kabouter          | Efteling Theaterproducties                   | 2009      |
| Floddertje                            | Tante Toos, Buurman & mannetje                       | Stichting Speciale Internationale Produkties | 2007/2008 |
| Rembrandt De Musical                  | Ensemble, understudy Rippert                         | Stardust Theatre                             | 2005/2006 |